# Seznam irskih poslovnežev
Seznam irskih poslovnežev.

## C
- Donnie Cassidy

## F
- Niall FitzGerald

## G
- Arthur Guinness

## H
- Eddie Hobbs

## M
- Pat McDonagh

## O
- Denis O'Brien
- Michael O'Leary
- Sir Anthony J F O'Reilly

## Q
- Sean Quinn

## R
- Tony Ryan